# Centilhão
O Centilhão é um valor matemático que, dependendo do sistema de nomenclatura de números, pode ser igual a {\displaystyle 10^{303}} ou a {\displaystyle 10^{600}} (este último utilizado apenas na Grã-Bretanha e na Alemanha). O número é assim:
1.000.000.000.000.000.000.000.000.000.000.000.000.000.000.000.000.000.000.000.000.000.000.000.000.000.000.000.000.000.000.000.000.000.000.000.000.000.000.000.000.000.000.000.000.000.000.000.000.000.000.000.000.000.000.000.000.000.000.000.000.000.000.000.000.000.000.000.000.000.000.000.000.000.000.000.000.000.000.000.000.000.000.000.000.000.000.000.000.000.000.000.000.000.000.000.000.000.000.000.000.
Registrado pela primeira vez em 1852, ele é o último parâmetro de cardinais de números aceitáveis para a Matemática, e o maior número aceito em potências sucessivas no mundo.